# Zipollenhagen 8 (Stralsund)
Das Gebäude mit der postalischen Adresse Zipollenhagen 8 ist ein denkmalgeschütztes Bauwerk in der Straße Zipollenhagen in Stralsund, an der Ecke zur Straße Lobshagen.

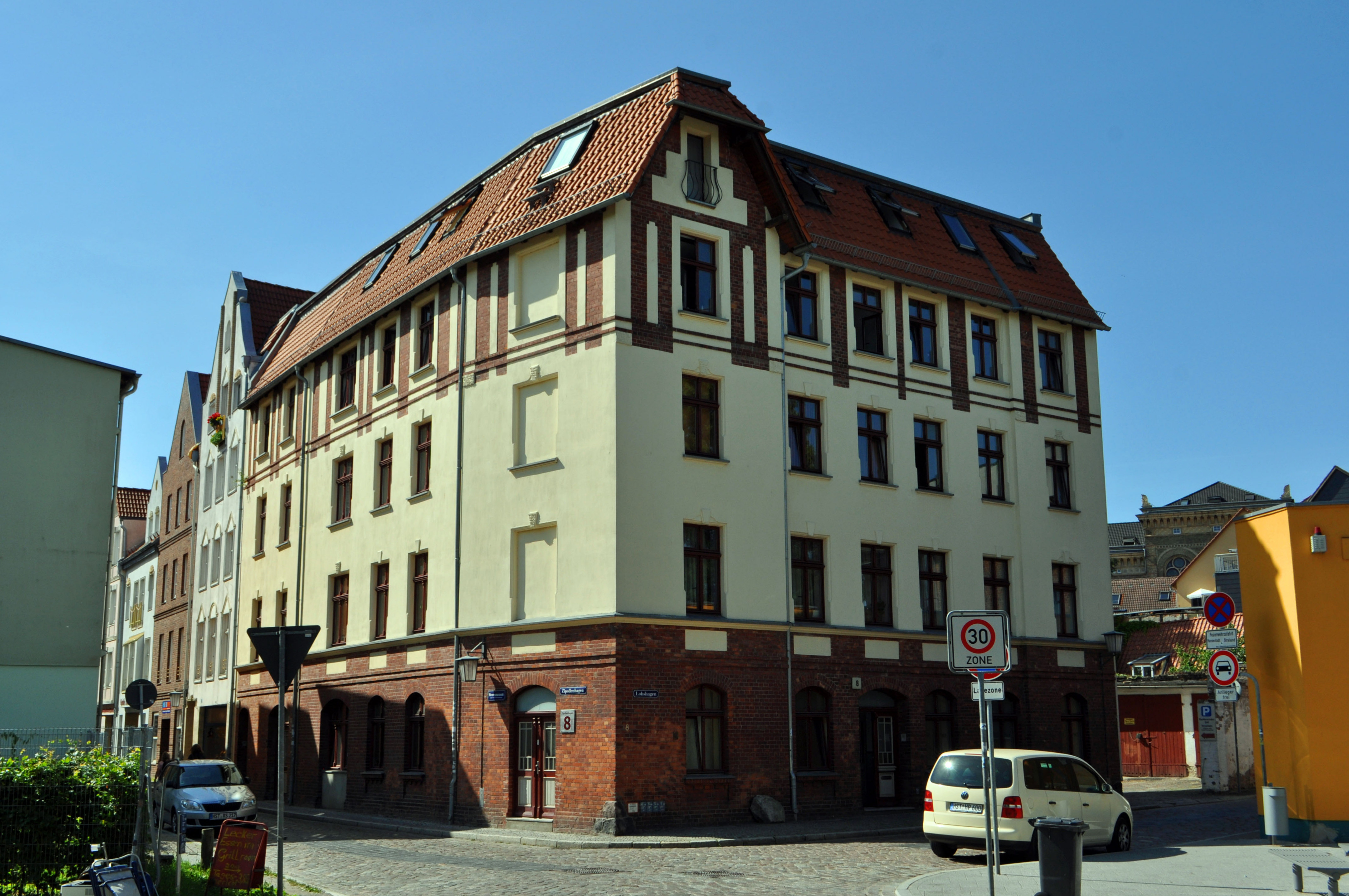
Das Haus Zipollenhagen 8 in Stralsund (2012)

Das viergeschossige Gebäude mit L-förmigem Grundriss wurde im Jahr 1908 errichtet. Bis dahin stand an der Stelle ein kleineres Haus; der Schlossermeister Carl Remers ließ den Bau auf diesem Grundstück durch die Firma Dehmlow & Möllhusen errichten. Im Jahr 1911 wurde das Haus durch einen Anbau erweitert.
Die Fassade ist im Erdgeschoss backsteinsichtig und weist segmentbogige Fenster auf. Die Obergeschosse sind verputzt. Das dritte Obergeschoss ist mit Lisenen aus Backstein gegliedert. Die südliche, an Lobshagen gelegene Eckachse ist leicht vorgezogen und weist einen Giebelabschluss auf.
Das Haus liegt im Kerngebiet des von der UNESCO als Weltkulturerbe anerkannten Stadtgebietes des Kulturgutes „Historische Altstädte Stralsund und Wismar“. Es ist in die Liste der Baudenkmale in Stralsund eingetragen.